# Unzá-Apreguíndana
Unzá-Apreguíndana (llamado oficialmente Untza-Apregindana) es un concejo del municipio de Urcabustaiz, en la provincia de Álava, País Vasco (España).

## Localidades
Forman parte del concejo las localidades de:
- Apreguíndana.
- Unzá.

## Historia
El 19 de marzo de 1836 tuvo lugar un enfrentamiento en tierras del concejo de Unzá entre las tropas carlistas de Eguía y las liberales de Espartero por el control del Alto Nervión, Orduña y accesos de Valmaseda. De resultado incierto, ambos generales se atribuyeron la victoria, causándose numerosas bajas.

## Demografía
| Gráfica de evolución demográfica de Unzá-Apreguíndana entre 2000 y 2017 |
|                                                                         |
| Población de derecho según los censos de población del INE.             |

## Monumentos
Como edificio reseñable está la iglesia románica de San Fausto en Unzá, que posee un retablo mayor rococó y una imagen de San Lorenzo procedente de la desaparecida iglesia de San Lorenzo de Apreguíndana.